# Palača Municipija
Palača Municipija je zgrada nekadašnjeg gradskoga poglavarstva u Rijeci. Svojim trima pročeljima dominira Trgom Riječke rezolucije.

## Povijest
Rijeka je 15. lipnja 1872. godine dobila novi statut, po kojemu je općinom upravljalo zastupništvo od 56 članova s podestatom (gradonačelnikom) na čelu. Nametnula se potreba za izgradnjom nove vijećnice i suvremene gradske kuće. Općina je od 1833. godine preselila iz Palac Komune u zgradu obnovljenog augustinskog samostana. Niz neplanskih preinaka toj su građevini oduzele bitne značajke. Novi gradonačelnik Ivan Ciotta 1873. godine najprije nastoji riješiti problem sjedišta municipalne uprave. Taj zadatak preuzima mladi arhitekt dr. Filibert Bazarig, koji je u duhu klasicizma u Venetu, gdje se školovao, zasnovao tri elegantna pročelja palače uz koja je povezao pitomu baroknu arhitekturu crkve sv. Jerolima i klasicističko začelje sadašnje zgrade Radio Rijeke u divan sklad. Tako je taj mali trg dobio reprezentativnog dvorišta. Oslonivši se na oblike renesanse, plitke pilastre, ritmično izmjenjivanje trokutnih i segmentnih zabata te vodoravni vijenac pod atikom, F. Bazaring je stvorio umjerenu scenografiju gradske kuće.
Zgrada je od tada postala arenom političke borbe riječkih autonomaša za očuvanje municipalnih sloboda ugrožavanih od mađarske državne administracije. U Rijeci se od srednjeg vijeka vodi grčevita borba za gradsku autonomiju. Te činjenice su bili svjesni i njeni feudalni gospodari.
Najvidljivije o tome svjedoči Stendardac, kameni stup za gradsku zastavu pred zgradom Municipija, na kojem je posebnom pravnom formulom 1508. godine car Maksimilijan zagarantirao slobode i privilegije što ih je grad dobio od prethodnih gospodara, grofova Devinskih i Walsee. Izlazak Habsburgovaca na more izazvao je 1508. sukob s Mletačkom Republikom, u kojem je Rijeka 2. listopada 1509. godine spaljena, opljačkana i poharana. Kao uspomena na osobitu vjernost Rijeke caru, te na 1508. godinu, podignut je stup s reljefnim prikazom sv. Vida, patrona Rijeke, koji drži model grada u ruci, dok je na drugoj strani stupa uklesan tekst garancije. Taj je stup značajno svjedočanstvo političkopravne povijesti Rijeke. Za vrijeme praznika na stupu se vijori gradska zastava.
Poseban naglasak Trgu daje pročelje crkve sv. Jeronima, o kojoj se ne može govoriti odvojeno od povijesti augustinskog samostana, čiji je "stari klaustar" flankiran istočnim pročeljem palače Municipija.

## Vanjske poveznice
|  | Zajednički poslužitelj ima još gradiva o temi Palača Municipija |